# Sojoez TMA-4
Sojoez TMA-4 (Russisch: Союз ТМА-4) is een Sojoez-ruimteschip dat werd gelanceerd op 19 april 2004 van LC-1 op Baikonoer Kosmodroom.
De Rus Gennady Padalka, de Amerikaan Michael Fincke en de Nederlander André Kuipers vlogen naar het International Space Station.
André Kuipers keerde negen dagen later terug met de terugkeer capsule van de Sojoez TMA-3, de andere twee bleven als bemanning van ISS Expeditie 9. De ruimtecapsule landde op 24 oktober 2004 met Padalka, Fincke en Joeri Sjargin aan boord.

## Bemanning

#### Gelanceerde en gelande bemanning van ISS expeditie 9
- Gennady Padalka  -  Rusland
- Michael Fincke  -  Verenigde Staten

#### Gelanceerd
- André Kuipers - ESA  Nederland

#### Geland
- Joeri Sjargin -  Rusland

## Missieparameters
- Massa: ? kg
- Perigeum: 200 km
- Apogeum: 252 km
- Glooiingshoek: 51.7°
- omlooptijd: 88.7 min

## Gekoppeld aan het ISS
- Gekoppeld aan het ISS: 21 april, 2004, 05:01 UTC (aan de Zarya module)
- Afgekoppeld van het ISS: 23 oktober, 2004, 21:08 UTC (van de Zarya-module)

## Externe links

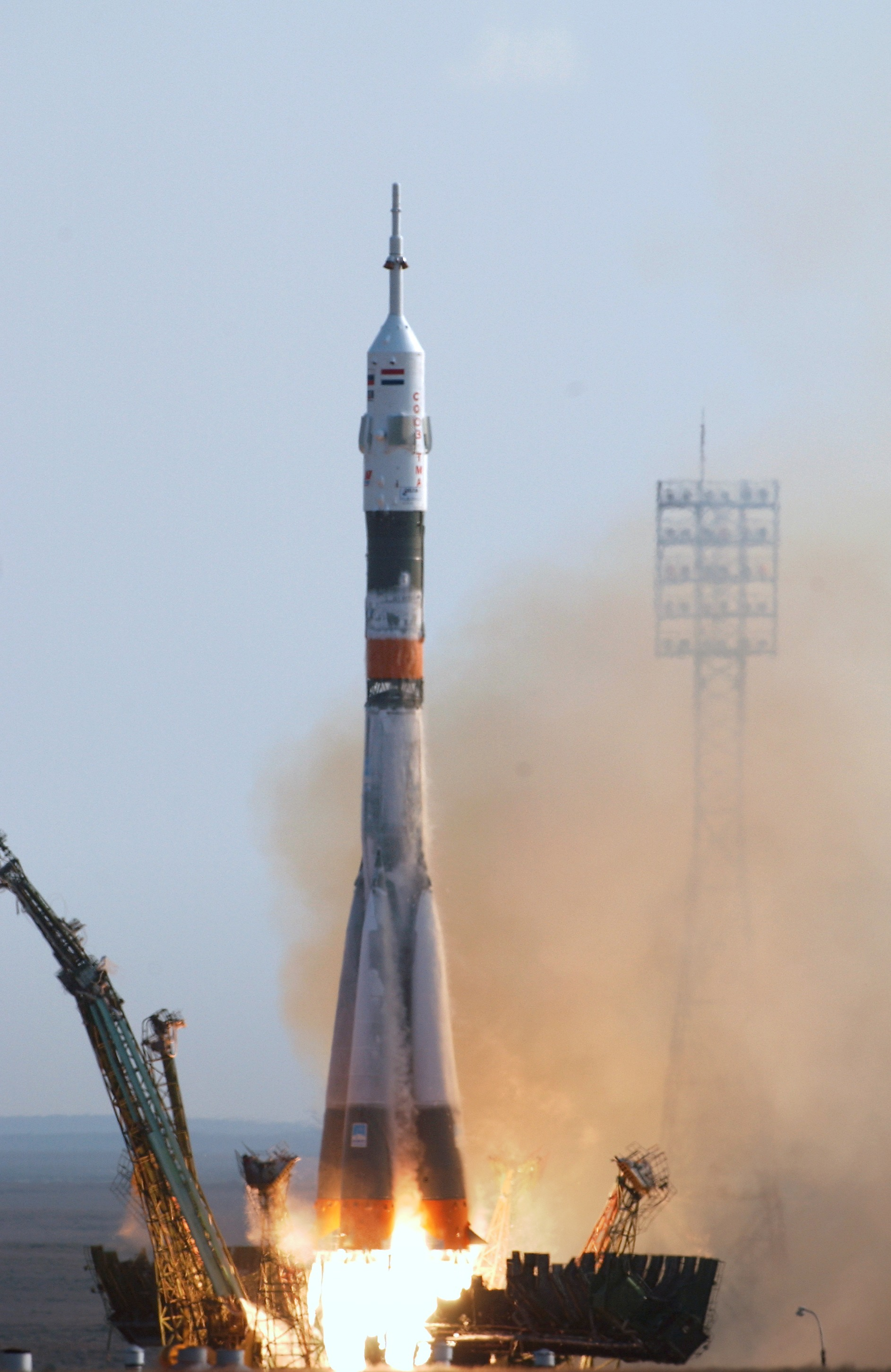
Lancering van de Sojoez TMA-4 met de Nederlander André Kuipers aan boord